# 増田再起
増田 再起（ますだ さいき、1946年〈昭和21年〉10月12日 - ）は、北海道出身の俳優。演出家。

## 経歴・人物
1968年から1977年、劇団転形劇場に所属。のち1986年より創作を始め、 「夢の痕」、「約束」「まつろわぬもの」を発表。2002年より劇団芝居屋所属。

## 出演

### テレビドラマ
- 花王愛の劇場 転落の詩集（1978年、TBS / 国際放映）
- 沖田総司 華麗なる暗殺者（1982年、CX） - 北添佶摩
- 土曜ワイド劇場（ANB）
  - 天国と地獄の美女 江戸川乱歩のパノラマ島奇談（1982年、松竹）
  - 松本清張の風の息（1982年、松竹）
- 事件記者チャボ! 第23話「チャボの長～い長～い一日!」（1984年、NTV / ユニオン映画） - 体育教師
- 特捜最前線 第371話「7月の青春レクイエム!」（1984年、ANB）
- 太陽にほえろ! 第635話「いい加減な女」（1985年、NTV / 東宝）
- 暴れん坊将軍シリーズ（ANB / 東映） 
  - 暴れん坊将軍II 第133話「散らすな、忠義の首一つ!」（1985年） - 大場甚右衛門
  - 暴れん坊将軍III
    - 第83話 SP「危うし将軍の座! 吉宗、試練の目安箱」（1989年） - 伊勢屋清兵衛
    - 第112話「秩父はたおり唄」（1990年） - 梅治
    - 第128話「さよならの花かんざし!」（1990年） - 弥吉

  - 暴れん坊将軍IV
    - 第35話「雪国からの椿姉妹」（1991年） - 山根作之助
    - 第69話「陰謀あばいた饅頭姫!」（1992年） - 茂七

  - 暴れん坊将軍V
    - 第18話「熱き血汐の乙女飛脚」（1993年） - 伊蔵
    - 第41話「対決! みちのく恋風剣法」（1994年） - 津軽土佐守広忠

  - 暴れん坊将軍VI
    - 第8話「め組が運んだ涙の訴状」（1994年） - 吉兵衛
    - 第32話「男と女の夢舞台」（1995年） - 沖田収蔵
    - 第48話「盗賊の娘」（1995年） - 東雲の仁吉

  - 暴れん坊将軍VIII 第22話「うりふたつの女、お茶会に秘められた罠」（1998年3月7日） - 松原甚四郎
  - 暴れん坊将軍IX 第3話「私の子を返して! さらわれた妊婦たち」（1998年） - 陸奥屋宗助
  - 暴れん坊将軍X 第6話「大嘘つきの美女! 愛を試した裏帳簿」（2000年） - 石崎因義
- 兄弟拳バイクロッサー 第4話「弱虫少年の超能力」（1985年、NTV / 東映） - キバキラー（人間態）
- 必殺仕事人V 第20話「主水、田植えする」（1985年） - 仙次
- はぐれ刑事純情派（ANB / 東映）
  - 第2シリーズ 第17話「万引きをする美女」（1989年）
  - 第4シリーズ 第10話「母の涙"浜千鳥"を歌う女」（1991年）
  - 第5シリーズ 第9話「郵送された香典!恩返しの殺人」（1992年）
  - 第11シリーズ 第8話「ホスト殺し! 手を隠す女」（1998年）
- 火曜サスペンス劇場（NTV / 東映）
  - 女監察医・室生亜季子 第9作「震える川」（1990年）
  - 弁護士・高林鮎子 第9作「北の街小樽に消えた女」（1991年） - 捜査課長
  - 弁護士・高林鮎子 第10作「博多 - 札幌殺人ルート」（1992年） - 矢島捜査課長
  - 弁護士・高林鮎子 第15作「飛騨高山の女」（1994年） - 刑事
  - 弁護士・高林鮎子 第19作「寝台特急北斗星の女」（1996年）
  - 弁護士・高林鮎子 第21作「上毛高原逆流の殺意」（1997年）
- 新・三匹が斬る! 第6話「幸運の、汗かき阿弥陀が血を流す」（1992年、ANB / 東映） - 覚全
- 女と愛とミステリー（TX・BSジャパン）
  - 松本清張没後10年企画「家紋」（2002年） - 刑事
  - 芸能記者・柳田信吉「スター誕生殺人事件」（2003年） - 安岡淳一郎
  - 山村美紗サスペンス 不倫調査員・片山由美 第6作「京都花見小路殺人事件」（2004年） - 光進海産重役
  - 山村美紗サスペンス 不倫調査員・片山由美 第7作「京都・檜家一族 骨肉の争い」（2005年）
  - 水曜ミステリー9 不倫調査員・片山由美 第9作「黒髪人形・尼寺殺人事件」（2007年） - 亀田校長
  - 水曜ミステリー9 山村美紗サスペンス 不倫調査員・片山由美 第14作「京都・花の殺人乱舞」（2014年） - 滝澤幸三（理絵の父）
- SUITS/スーツ Season1 第3話「追放！裏切り社長」（2018年、フジテレビ）
- 日曜劇場 テセウスの船 第二章 現代編 第6話「真犯人からの招待状」（2020年、TBS）
- 全っっっっっ然知らない街を歩いてみたものの 第2話（2021年3月29日、フジテレビ）

### 映画
- 土佐の一本釣り 〜久礼発、17歳の旅立ち〜（1980年）
- 連合艦隊（1981年、東宝）
- 丑三つの村（1983年、松竹）
- 秘色リース妻（1984年、日活）
- 天城越え（1986年、松竹）
- もうDEBUなんて言わせない!（1997年） - 青山政明
- 星に語りて～Starry Sky～（監督:松本動）（2018年、きょうされん） - 縁側の老人 役
- 夢見びと（2024年） - 父

### バラエティ
- 奇跡体験!アンビリバボー「糸魚川市で起きた大火災!」（2022年、フジテレビ） - 木島吉郎

### CM
- エイブル保証株式会社「おじいちゃんの願い」 相談してね篇（2017年 - ）
- アサヒの漢方シリーズ（2022年 - ）